# Schluein
Schluein (německy a do roku 1983 oficiálně Schleuis) je obec ve švýcarském kantonu Graubünden, okresu Surselva. Nachází se asi 24 kilometrů jihozápadně od kantonálního hlavního města Churu, v nadmořské výšce 762 metrů. Má zhruba 600 obyvatel.

## Geografie

Okolí hradu Löwenberg na historické fotografii

Rétorománsky mluvící obec se nachází 4 kilometry východně od Ilanzu v údolí Předního Rýna, několik kilometrů od známého rekreačního střediska Flims-Laax-Falera a od vstupu do Rýnské soutěsky (Ruinaulta). Centrem obce prochází hlavní silnice údolím Surselva.
Od prosince 2016 spojuje Schluein s Castrischem na pravém břehu Předního Rýna most pro pěší a cyklisty.

## Historie
První zmínka o obci pochází z roku 1298 a pod názvem Sluwen. Od středověku až do roku 1803 patřil Schluein pod vládu rodu von Löwenbergů. V roce 1585 byla dvorská práva vykoupena. Vesnický kostel svatého Petra a Pavla je poprvé zmiňován v roce 1321 jako podřízený kostelu v Sagogn.
Západně od obce stál na kopci hrad Löwenberg, z něhož se však dochovaly jen nepatrné zbytky.

## Obyvatelstvo
| Rok            | 1850 | 1900 | 1930 | 1950 | 2000 | 2020 |
| Počet obyvatel | 366  | 424  | 593  | 554  | 602  | 611  |

## Doprava
Obec leží na kantonální hlavní silnici č. 19 v trase Tamins – Disentis – Andermatt. Veřejnou dopravu zajišťují žluté autobusy Postauto.